# ビラル・フセイン (サッカー選手)
ビラル・フセイン（Bilal Hussein、2000年4月22日 - ）は、スウェーデン・ストックホルム出身のサッカー選手。ヘルタ・ベルリン所属。ポジションはミッドフィールダー。

## クラブ経歴
2018年1月20日、AIKソルナと自身初のプロ契約を2021年まで結んだ。同年4月27日、IKシリウスとのリーグ戦にてプロデビューを果たした。

## 代表経歴
2023年1月9日、フィンランド代表との親善試合でA代表初出場。